# Бабин нос
Бабин нос (до 29 юни 1942 г. Кадъ-боазка планина, Кадъбоазка планина) е планина в Северозападна България, Предбалкана, област Видин и в Република Сърбия.
Планината Бабин нос се издига в най-западната част на Предбалкана и е разположена в България и Сърбия, като по билото ѝ от югозапад на североизток преминава държавната граница между двете държави между пограничните пирамиди от № 367 до № 405. На северозапад чрез ниска седловина (450 м) се свързва с уединената височина Връшка чука, а на югоизток Белоградчишкия проход (580 м) и Коритска река (десен приток на Бели Тимок) я отделят от Светиниколска планина, която е част от Стара планина, а долините на Салашка река (десен приток на Арчар – от планинския рид Ведерник. На североизток се спуска полегато към Дунавската равнина, а на запад и югозапад – със стръмни склонове към долината на река Бели Тимок (дясна съставяща на Тимок) в Сърбия. Дължината им от северозапад на югоизток е 20 – 22 км, а ширината ѝ варира между 10 – 15 км. Максималната височина на планината е връх Бабин нос (1107,4 м), разположен на 6,2 км югозападно от село Раковица, Община Макреш.
Планината е изградена от палеозойски кристалинни скали и гранити.
Климатът е умерено-континентален със сравнително студена зима и прохладно лято. От планината на югозапад водят началото си десните притоци на река Бели Тимок – Шашка, Селачка, Коритска и др., а на североизток, към река Дунав реките Войнишка с двете съставящи я Чичилска река и Короманица, Видбол и Арчар.
Почвите са кафяви горски и сиви горски, върху които се развива разнообразна растителност – обикновен горун, обикновен габър, мизийски бук, мъждрян, келяв габър.
В планината няма населени места, но по периферията ѝ са разположени няколко села:
- В България – Киреево, Раковица, Подгоре, Раяновци, Ошане, Струиндол и Салаш;
- В Сърбия – Ново корито, Ошляне, Селачка и Мали извор.

На 4,8 км северозападно от село Раковица, в полите на планината е разположен Раковишкият манастир.

## Топографска карта
- Лист от карта K-34-9. Мащаб: 1 : 100 000.
- Лист от карта K-34-10. Мащаб: 1 : 100 000.
- Лист от карта K-34-21. Мащаб: 1 : 100 000.
- Лист от карта K-34-22. Мащаб: 1 : 100 000.